# José Luis Balmaceda
José Luis Balmaceda Serigós, diplomático chileno y actual Embajador de Chile en Suiza (2014- ). Ha sido Embajador en Noruega (2000–2004) , Australia (2006-2010), Misión de Chile en Ginebra ante los Organismos de Naciones Unidas  ( 2013-2014 ). En la actualidad se desempeña como Embajador ante Suiza ( 2014- )

## Biografía
El Embajador Balmaceda es egresado de la Facultad de Derecho de la Universidad de Chile, con estudios de Postgrado en Derecho Internacional y Relaciones Internacionales en la Universidad de Heidelberg e Instituto Max Planck, en Alemania.
Durante su dilatada carrera profesional ha cumplido funciones en la Dirección General Política ( Departamento de Tratados ), Dirección de América Latina, Director de Europa y Director de Medio Ambiente y Asuntos Marítimos. Asimismo, fue Jefe de Gabinete del Subsecretario de Relaciones Exteriores, Mariano Fernández, entre el 2004 y el 2006. 
Con el retorno de la democracia el año 1990, el embajador Balmaceda trabajo estrechamente con la Oficina del Retorno y le tocó negociar con el Gobierno británico la asignación de recursos financieros adicionales que hicieron posible la repatriación  de un mayor número de chilenos exiliados en ese país. 
Entre el 2012 y 2013 presidió la Mesa Nacional sobre Responsabilidad Social Empresarial ( RSE ), cuya labor concluyó con la creación del Consejo Nacional de RSE. Durante el mismo periodo encabezó el grupo de países latinoamericanos  promotores de la aplicación del Principio 10 de las Naciones Unidas. 
Siendo Embajador ante los Organismos de Naciones Unidas con sede en Ginebra, durante el 2013-2014 fue miembro del Comité de Situaciones, dependiente de la Alta Comisionada para los Derechos Humanos, en representaciones del GRULAC. 
Tras ser nombrado Embajador en Noruega por el expresidente Ricardo Lagos, en julio del 2000, creó una sección de ayuda social integrada por connacionales residentes, cubriendo las necesidades de centros médicos y hogares de ancianos carentes de suficientes recursos ubicados en diversas regiones del territorio nacional.
Con ocasión del trágico terremoto y maremoto que sufriera Chile en febrero del 2010, promovió la creación de Iniciativa Diplomacia Humanitaria, entidad dependiente de la Cancillería,  que ha venido prestando un invalorable apoyo en el ámbito de la salud cubriendo los requerimientos de centros médicos, hogares de niños maltratados y discapacitados, así como de hogares de ancianos. En la actualidad esta labor la ejecuta con miembros de las distintas asociaciones de chilenos residentes en Suiza.
| Predecesor: Carlos Schaerer Jiménez | Embajador de Chile en Suiza 2014 - en el cargo | Sucesor: - |

- Datos: Q17635549